# Comunità montana del Goceano
La Comunità montana del Goceano (in sardo: Comunidade montana Sa Còstera) è un'unione di Comuni italiani della Sardegna, della quale fanno parte Anela, Benetutti, Bono, Bottidda, Bultei, Burgos, Nule, Illorai, Esporlatu.

## Territorio e storia
La Comunità montana si trova nel Goceano, una regione storica della Sardegna di circa 10.000 abitanti; è stata reistituita tra il 2008 e il 2009  in coerenza con la Legge Regionale del 2 agosto del 2005, nº 12 "Norme per le Unioni dei Comuni e le Comunità Montane".